# Rivalità calcistica Germania-Inghilterra
La rivalità calcistica tra Germania e Inghilterra deve la propria esistenza non solo a fatti agonistici, ma anche ai rapporti sociopolitici insorti tra le due nazioni in seguito alla seconda guerra mondiale.
Confronti calcistici tra la selezione britannica e quella teutonica (rinominata Germania Ovest sino al 1990) si sono verificati nel contesto mondiale, europeo e amichevole nonché in gare di qualificazione.

## Storia

### Anni 1960 e 1970: le prime sfide mondiali
Il primo incontro in ambito ufficiale avvenne durante i Mondiali 1966, ospitati proprio dall'Inghilterra, dacché entrambe le formazioni raggiunsero la finale. I 90' regolamentari si conclusero 2-2, mentre nel primo tempo supplementare Hurst realizzò una rete che venne convalidata tra le polemiche: immagini successive dimostrarono che il pallone, dopo aver centrato la traversa, non superò la linea di porta. A fissare il punteggio sul 4-2 fu ancora Hurst, primo calciatore a realizzare una tripletta nella finale di Coppa del mondo. Il celebre episodio del gol fantasma è ritenuto tra i motivi scatenanti dell'acceso dualismo.
La rivalsa tedesca si consumò quattro anni più tardi, nei quarti di finale dei Mondiali messicani: i Leoni si portarono in vantaggio di due gol, subendo tuttavia la rimonta della Mannschaft che si impose per 3-2 estromettendo i campioni in carica. Britannici e tedeschi furono rivali anche nel turno di qualificazione alla fase finale dell'Europeo 1972: il 3-1 di Londra e lo 0-0 di Berlino Ovest permisero alla compagine teutonica di accedere alla semifinale.

### Anni 1980: la doppia beffa inglese
Un ulteriore capitolo della rivalità venne scritto ai Mondiali 1982, con le squadre che si sfidarono nella seconda fase a gruppi. I tedeschi, campioni d'Europa in carica, accedettero a tale turno dopo la vergogna di Gijón mentre i britannici avevano vinto a punteggio pieno il loro raggruppamento. L'incontro terminò senza reti, con i rimpianti della Germania per una traversa colta da Rummenigge; il girone triangolare era completato dalla Spagna, che perse 2-1 con la Mannschaft e impose il pari ai Leoni decretando l'eliminazione di questi ultimi.
La sfida si rinnovò in occasione della rassegna iridata tenutasi in Italia otto anni dopo, con l'incontro valido per partecipare alla finalissima. Attorno all'ora di gioco i tedeschi passarono in vantaggio con Brehme, rete cui rispose Lineker a 10' dalla fine: il punteggio non mutò nei supplementari, demandando quindi ai tiri di rigore l'esito della semifinale. Gli errori degli inglesi Pearce e Waddle decretarono il successo tedesco. Tra gli episodi degni di nota vi fu inoltre il pianto di Paul Gascoigne, scoppiato in lacrime dopo aver ricevuto un'ammonizione che ne causò la squalifica.

### Anni 1990: incroci europei
Durante la semifinale dell'Europeo 1996, manifestazione disputata in terra britannica, le due compagini si affrontarono nuovamente: i gol di Shearer e Kuntz portarono la gara ai supplementari, col risultato che non conobbe stravolgimenti. La lotteria del dischetto premiò, come già avvenuto nel 1990, i tedeschi: all'errore di Southgate, il cui tiro venne parato da Köpke, fece seguito la decisiva realizzazione di Möller.
I Leoni vendicarono l'eliminazione nel 2000, sconfiggendo di misura i rivali durante la fase a gruppi dell'Europeo belga-olandese: una rete di Shearer consegnò la vittoria agli uomini di Keegan, malgrado entrambe le formazioni fallirono l'accesso ai quarti di finale in favore di Romania e Portogallo.

### III millennio
Il confronto conobbe una nuova tappa durante le eliminatorie dei Mondiali 2002, con i tedeschi che il 7 ottobre 2000 violarono lo storico Wembley:di lì a poco, l'impianto fu demolito per consentirne la ricostruzione. La gara di ritorno si svolse a Monaco di Baviera il 1º settembre 2001, terminando con la netta affermazione (5-1) degli inglesi che ipotecarono in tal modo il biglietto per il torneo; complice una peggior differenza reti, la Germania dovette sostenere uno spareggio per qualificarsi.
Nel corso del decennio a venire, gli unici incroci furono di carattere amichevole; negli ottavi di finale dei Mondiali 2010 si verificò invece un nuovo confronto ufficiale, risoltosi per 4-1 in favore dei teutonici. L'arbitraggio non fu esente da polemiche, per via di una rete del britannico Lampard non convalidata.
11 anni dopo le due squadre si sfidarono nuovamente agli ottavi di finale, con gli uomini di Gareth Southgate che prevalsero sui rivali a Wembley per 2-0, complici le reti di Raheem Sterling ed Harry Kane dopo una gara tirata che aveva visto un inizio migliore dei tedeschi. Grazie a questo successo, l'Inghilterra sconfisse la Germania nel proprio stadio dopo ben sette partite.

## Lista degli incontri
| N. | Data              | Luogo             | Competizione                                                | In casa        | Risultato             | In trasferta   |
| -- | ----------------- | ----------------- | ----------------------------------------------------------- | -------------- | --------------------- | -------------- |
| 1  | 10 maggio 1930    | Berlino           | Amichevole                                                  | Germania Ovest | 3 - 3                 | Inghilterra    |
| 2  | 4 dicembre 1935   | Londra            | Amichevole                                                  | Inghilterra    | 3 - 0                 | Germania Ovest |
| 3  | 14 maggio 1938    | Berlino           | Amichevole                                                  | Germania Ovest | 3 - 6                 | Inghilterra    |
| 4  | 1º dicembre 1954  | Londra            | Amichevole                                                  | Inghilterra    | 3 - 1                 | Germania Ovest |
| 5  | 26 maggio 1956    | Berlino Ovest     | Amichevole                                                  | Germania Ovest | 1 - 3                 | Inghilterra    |
| 6  | 12 maggio 1965    | Norimberga        | Amichevole                                                  | Germania Ovest | 0 - 1                 | Inghilterra    |
| 7  | 23 febbraio 1966  | Londra            | Amichevole                                                  | Inghilterra    | 1 - 0                 | Germania Ovest |
| 8  | 30 luglio 1966    | Londra            | Campionato mondiale di calcio 1966                          | Inghilterra    | 4 - 2 (dts)           | Germania Ovest |
| 9  | 1º giugno 1968    | Hannover          | Amichevole                                                  | Germania Ovest | 1 - 0                 | Inghilterra    |
| 10 | 14 giugno 1970    | León              | Campionato mondiale di calcio 1970                          | Germania Ovest | 3 - 2 (dts)           | Inghilterra    |
| 11 | 29 aprile 1972    | Londra            | Campionato europeo di calcio 1972                           | Inghilterra    | 1 - 3                 | Germania Ovest |
| 12 | 13 maggio 1972    | Berlino Ovest     | Campionato europeo di calcio 1972                           | Germania Ovest | 0 - 0                 | Inghilterra    |
| 13 | 12 marzo 1975     | Londra            | Amichevole                                                  | Inghilterra    | 2 - 0                 | Germania Ovest |
| 14 | 22 febbraio 1978  | Monaco            | Amichevole                                                  | Germania Ovest | 2 - 1                 | Inghilterra    |
| 15 | 29 giugno 1982    | Madrid            | Campionato mondiale di calcio 1982                          | Germania Ovest | 0 - 0                 | Inghilterra    |
| 16 | 13 ottobre 1982   | Londra            | Amichevole                                                  | Inghilterra    | 1 - 2                 | Germania Ovest |
| 17 | 12 giugno 1985    | Città del Messico | Amichevole                                                  | Germania Ovest | 0 - 3                 | Inghilterra    |
| 18 | 9 settembre 1987  | Düsseldorf        | Amichevole                                                  | Germania Ovest | 3 - 1                 | Inghilterra    |
| 19 | 4 luglio 1990     | Torino            | Campionato mondiale di calcio 1990                          | Germania Ovest | 1 - 1 (dts) (4-3 dtr) | Inghilterra    |
| 20 | 11 settembre 1991 | Londra            | Amichevole                                                  | Inghilterra    | 0 - 1                 | Germania       |
| 21 | 19 giugno 1993    | Detroit           | U.S. Cup                                                    | Germania       | 2 - 1                 | Inghilterra    |
| 22 | 26 giugno 1996    | Londra            | Campionato europeo di calcio 1996                           | Germania       | 1 - 1 (dts) (6-5 dtr) | Inghilterra    |
| 23 | 17 giugno 2000    | Charleroi         | Campionato europeo di calcio 2000                           | Germania       | 0 - 1                 | Inghilterra    |
| 24 | 7 ottobre 2000    | Londra            | Qualificazioni al campionato mondiale di calcio 2002 - UEFA | Inghilterra    | 0 - 1                 | Germania       |
| 25 | 1º settembre 2001 | Monaco            | Qualificazioni al campionato mondiale di calcio 2002 - UEFA | Germania       | 1 - 5                 | Inghilterra    |
| 26 | 22 agosto 2007    | Londra            | Amichevole                                                  | Inghilterra    | 1 - 2                 | Germania       |
| 27 | 19 novembre 2008  | Berlino           | Amichevole                                                  | Germania       | 1 - 2                 | Inghilterra    |
| 28 | 27 giugno 2010    | Bloemfontein      | Campionato mondiale di calcio 2010                          | Germania       | 4 - 1                 | Inghilterra    |
| 29 | 19 novembre 2013  | Londra            | Amichevole                                                  | Inghilterra    | 0 - 1                 | Germania       |
| 30 | 26 marzo 2016     | Berlino           | Amichevole                                                  | Germania       | 2 - 3                 | Inghilterra    |
| 31 | 22 marzo 2017     | Dortmund          | Amichevole                                                  | Germania       | 1 - 0                 | Inghilterra    |
| 32 | 11 novembre 2017  | Londra            | Amichevole                                                  | Inghilterra    | 0 - 0                 | Germania       |
| 33 | 29 giugno 2021    | Londra            | Campionato europeo di calcio 2020                           | Inghilterra    | 2 - 0                 | Germania       |
| 34 | 7 giugno 2022     | Monaco            | UEFA Nations League 2022-2023 - Lega A                      | Germania       | 1 - 1                 | Inghilterra    |
| 35 | 26 settembre 2022 | Londra            | UEFA Nations League 2022-2023 - Lega A                      | Inghilterra    | 3 - 3                 | Germania       |

Il bilancio attuale consta di 32 partite: 13 sono state le vittorie inglesi, 15 quelle tedesche e 6 i pareggi. 
Nota bene:
 Germania (Impero tedesco, 1871-1918)

 Germania (Repubblica di Weimar, 1919-1933)

 Germania (Terzo Reich, 1933-1945)

 Germania (dal 1949, fino al 1990 come  Germania Ovest)

## Statistiche

### Nel complesso
|                                       | Partite | Vinte       | Vinte | Pareggio |
| Germania                              | Partite | Inghilterra |       | Pareggio |
| ------------------------------------- | ------- | ----------- | ----- | -------- |
| Campionati mondiali                   | 5       | 3           | 1     | 1        |
| Campionati europei                    | 3       | 1           | 2     | 0        |
| Qualificazioni al campionato mondiale | 2       | 1           | 1     | 0        |
| Qualificazioni al campionato europeo  | 2       | 1           | 0     | 1        |
| Tutte le competizioni                 | 12      | 6           | 4     | 2        |
| Amichevoli                            | 21      | 8           | 11    | 2        |
| Tutte le partite                      | 33      | 14          | 15    | 4        |

## Germania Est-Inghilterra (prima del 1990)
La selezione inglese ha inoltre affrontato, sempre in amichevole, anche la rappresentativa tedesca orientale:
| Numero | Data              | Luogo  | Luogo       | Incontro                   | Risultato |
| ------ | ----------------- | ------ | ----------- | -------------------------- | --------- |
| 1      | 2 luglio 1963     | Lipsia | Germania    | Germania Est - Inghilterra | 1 - 2     |
| 2      | 25 novembre 1970  | Londra | Inghilterra | Inghilterra - Germania Est | 3 - 1     |
| 3      | 29 maggio 1974    | Lipsia | Germania    | Germania Est - Inghilterra | 1 - 1     |
| 4      | 12 settembre 1984 | Londra | Inghilterra | Inghilterra - Germania Est | 1 - 0     |

### Statistiche
- Numero totale degli incontri: 4
- Pareggi: 1
- Vittorie Inghilterra: 3
- Vittorie Germania Est: 0

## Competizioni ufficiali
Coppa del Mondo FIFA 1966
Il primo incontro tra la Germania e l'Inghilterra avvenne nella finale del campionato mondiale 1966. la Germania segnò quasi subito, al 12º, con Haller ma il vantaggio tedesco durò solo sei minuti, in quanto Hurst pareggiò al 18°. La partita si svolse su un piano di sostanziale equilibrio finché al 78º Peters realizzò il gol del 2-1 che sembrava aver chiuso l'incontro. Su una contestata azione a palla ferma, Weber riuscì tuttavia a segnare il 2-2 quando ormai mancava un minuto alla fine. Gli inglesi contestarono un fallo di mano del tedesco Schnellinger, ma Dienst convalidò. Al 101°, undici minuti dopo l'inizio dei tempi supplementari, Hurst lasciò partire un tiro che sbatté contro la faccia inferiore della traversa e rimbalzò sulla linea prima di tornare in campo. Le riprese televisive dimostrarono che la palla aveva battuto sulla linea e non aveva, come richiesto dal regolamento, superato completamente la linea di porta. Non sapendo cosa decidere, Dienst chiese il parere dell'assistente Tofik Bakhramov, che convalidò la rete.
Il commentatore della BBC Kenneth Wolstenholme si premurò di far sapere che il guardalinee sovietico «parlava solo russo e turco», ragion per cui il dialogo con il direttore di gara poteva avvenire solo a gesti. Inutili le proteste tedesche e l'attacco finale, che durò per tutto il secondo tempo supplementare: proprio allo scadere Hurst segnò il suo terzo gol personale e il quarto per l'Inghilterra, che vinse 4-2 e si laureò campione del mondo per la prima – e tuttora unica – volta nella sua storia. 
| Arbitro: | Dienst |

|                                  |           |                      |
| Hurst 18’, 101’, 120’ Peters 78’ | Marcatori | 12’ Haller 89’ Weber |

Coppa del Mondo FIFA 1970

Le due squadre si rincontrarono 4 anni dopo ai Mondiali di Messico 1970. a León ci fu la riedizione dell'ultima finale mondiale, ma questa volta vinse la Germania Ovest: sotto per 2-0 fino al 68' (reti di Mullery e Peters), i tedeschi riportarono in parità la gara grazie alle reti di Franz Beckenbauer e di Uwe Seeler e, nei tempi supplementari, eliminarono l'Inghilterra con un gol di Gerd Müller.
| Arbitro: | Coerezza |

|                                        |           |                        |
| Beckenbauer 68’ Seeler 76’ Müller 108’ | Marcatori | 31’ Mullery 49’ Peters |

Qualificazioni a UEFA Euro 1972
Il 29 aprile 1972 le due nazionali si affrontarono in occasione dei quarti di finali validi per la qualificazione all'Europeo 1972. La gara d'andata disputata a Londra la vinsero i tedeschi che vinsero 1-3 a Wembley grazie alle reti di Hoeneß, Netzer e Gerd Müller.
| Arbitro: | Robert Héliès |

|            |           |                                            |
| F. Lee 78’ | Marcatori | 27’ Hoeneß 84’ (rig.) Netzer 88’ G. Müller |

14 giorni più tardi, nella gara di ritorno disputata a Londra, la Germania amministrò il risultato e grazie allo 0-0 si aggiudicò il pass per Euro '72
| Berlino Ovest 13 maggio 1972, ore 16:00 UTC+1 | Germania Ovest     | 0 – 0 referto | Inghilterra | Olympiastadion (76.122 spett.)\| Arbitro: \| Milivoje Gugulović \| |
| Arbitro:                                      | Milivoje Gugulović |               |             |                                                                    |

Coppa del Mondo FIFA 1982
Le due squadre tornato ad affrontarsi in occasione dei Mondiali 1982. Inserite nel gruppo B nella seconda fase a gironi, il loro incontro maturò uno 0-0. La Germania accederà successivamente alle semifinali, grazie alla propria vittoria sulla Spagna e sul pareggio dell'Inghilterra proprio contro gli iberici.
| Madrid 29 giugno 1982, ore 21:00 UTC+1 | Germania Ovest | 0 – 0 referto | Inghilterra | Stadio Santiago Bernabéu (75 000 spett.)\| Arbitro: \| Coelho \| |
| Arbitro:                               | Coelho         |               |             |                                                                  |

Coppa del Mondo FIFA 1990
Il successivo incontro tra le due squadre avviene nella semifinale dei Mondiali 1990. Le due reti arrivarono al 60', quando una punizione di Brehme fu deviata in modo decisivo dall'inglese Paul Parker, e all'80', quando Lineker approfittò della confusione in area tedesca pareggiando e rinviando il verdetto ai rigori, ai quali si arrivò dopo due pali di Waddle e Buchwald. Dal dischetto sbagliarono gli inglesi Pearce e Waddle. La Germania Ovest avrebbe affrontato a Roma in finale l'Argentina.
| Arbitro: | Wright |

|                             |                      |                                       |
| Brehme 60’                  | Marcatori            | 80’ Lineker                           |
| Brehme Matthäus Riedle Thon | Tiri di rigore 4 – 3 | Lineker Beardsley Platt Pearce Waddle |

UEFA Euro 1996
Ad Euro 1996 disputato in casa inglese Inghilterra e Germania si riaffrontarono in semifinale dopo 6 anni e anche questa volta i tedeschi albero la meglio a calci di rigore. Il capocannoniere della manifestazione Shearer sblocca il punteggio al 3', poi riequilibrato da Kuntz: la contesa si protrasse a sua volta oltre il 120', con il decisivo sbaglio di Southgate ad assicurare la finale ai teutonici.
| Arbitro: | Puhl |

|                                         |                      |                                                     |
| Kuntz 16’                               | Marcatori            | 3’ Shearer                                          |
| Häßler Strunz Reuter Ziege Kuntz Möller | Tiri di rigore 6 – 5 | Shearer Platt Pearce Gascoigne Sheringham Southgate |

UEFA Euro 2000
A Euro 2000 Inghilterra e Germania si affrontarono nella prima fase a gironi dove per la prima volta dopo 34 anni ad avere la meglio furono i Tre Leoni che vinsero grazie ad un gol di Alan Shearer. Entrambe le squadre non superarono la fase a gironi venendo eliminate.
| Arbitro: | Collina |

|             |           |  |
| Shearer 53’ | Marcatori |  |

Qualificazioni alla Coppa del Mondo FIFA 2002
Il 7 ottobre 2000 le due nazionali si affrontarono nella seconda giornata delle qualificazioni per il mondiale 2002. La gara si disputò nello storico Wembley che successivamente fu demolito per consentirne la ricostruzione. A vincere fu la Germania grazie ad un gol di Hamann nel primo tempo.
| Arbitro: | Braschi |

|  |           |            |
|  | Marcatori | 14’ Hamann |

Il 1º settembre 2001 le due nazionali si riaffrontarono nell'ottava giornata e questa volta a vincere fu l'Inghilterra, in rimonta, per 5-1 grazie ad una tripletta di Owen e i gol di Gerrard e Heskey. Nelle gara successive l'Inghilterra batterà in casa l'Albania 2-0 e si prenderà il primo posto del girone grazie alla migliore differenza reti riaspetta ai tedeschi. All'ultima giornata sia l'Inghilterra e sia la Germania pareggiano le proprie gare confermando il primo posto degli inglesi i quali accedono direttamente ai mondiali nippo-coreai del 2002, mentre ai tedeschi toccato i play-off
| Arbitro: | Collina |

|            |           |                                             |
| Jancker 6’ | Marcatori | 12’, 48’, 65’ Owen 45+5’ Gerrard 73’ Heskey |

Coppa del Mondo FIFA 2010
Germania-Inghilterra del 2010 è famosa per il clamoroso errore arbitrale del direttore di gioco Jorge Larrionda che nel primo tempo, con l'Inghilterra in rimonta dal 2-0 (reti di Miroslav Klose al 20' e Lukas Podolski al 32' per i tedeschi e Matthew Upson al 37' per i leoni inglesi) non convalida il gol netto di Frank Lampard con il pallone che, dopo aver battuto sulla traversa e oltre la linea di porta, torna in campo. Nel secondo tempo, con gli inglesi sbilanciati ancora a caccia del pareggio Thomas Müller si scatena e segna una doppietta, risultato finale: 4-1 per la compagine tedesca.
| Arbitro: | Larrionda |

|                                        |           |           |
| Klose 20’ Podolski 32’ Müller 67’, 70’ | Marcatori | 37’ Upson |

UEFA Euro 2020

Negli ottavi di finale di Euro 2020, disputati a Wembley, si assiste alla prima vittoria degli inglese in una fase a eliminazione diretta, contro la Germania, dalla finale del 1966 quando i Tre Leoni vinsero la Coppa del Mondo. In tale sfida furono decisive le reti di Sterling e Kane sul finire della gara.
| Arbitro: | Danny Makkelie |

|                       |           |  |
| Sterling 75’ Kane 86’ | Marcatori |  |